# عدد فوریه
عدد فوریه(به انگلیسی: Fourier number) یک عدد بدون بعد می‌باشد که در فیزیک و مهندسی معیاری از انتقال گرمای هدایتی از داخل یک جسم به گرمای ذخیره شده‌است. عدد فوریهٔ بزرگتر، نشان‌دهندهٔ انتشار سریع‌تر گرما از داخل جسم است. این کمیت که با نماد {\displaystyle Fo} نشان‌داده می‌شود، به افتخار فیزیک‌دان فرانسوی ژوزف فوریه (به فرانسوی: Joseph Fourier) نام‌گذاری شده‌است.

## تعریف
تعریف کلی از عدد فوریه، Fo، به شرح زیر است:

{\displaystyle \mathrm {Fo} ={\frac {\text{time}}{\text{time scale for diffusion}}}={\frac {t}{t_{d}}}}

برای انتشار حرارت در طول مشخص 𝐿 به صورت زیر است:
{\displaystyle \mathrm {Fo} _{L}={\frac {\alpha t}{L^{2}}}}
که در این رابطه:
- {\displaystyle \alpha \,} ضریب نفوذ گرمایی [m2/s]
- {\displaystyle t} زمان [s]
- {\displaystyle L} طولی که از طریق آن هدایت گرمایی رخ می‌دهد [m]

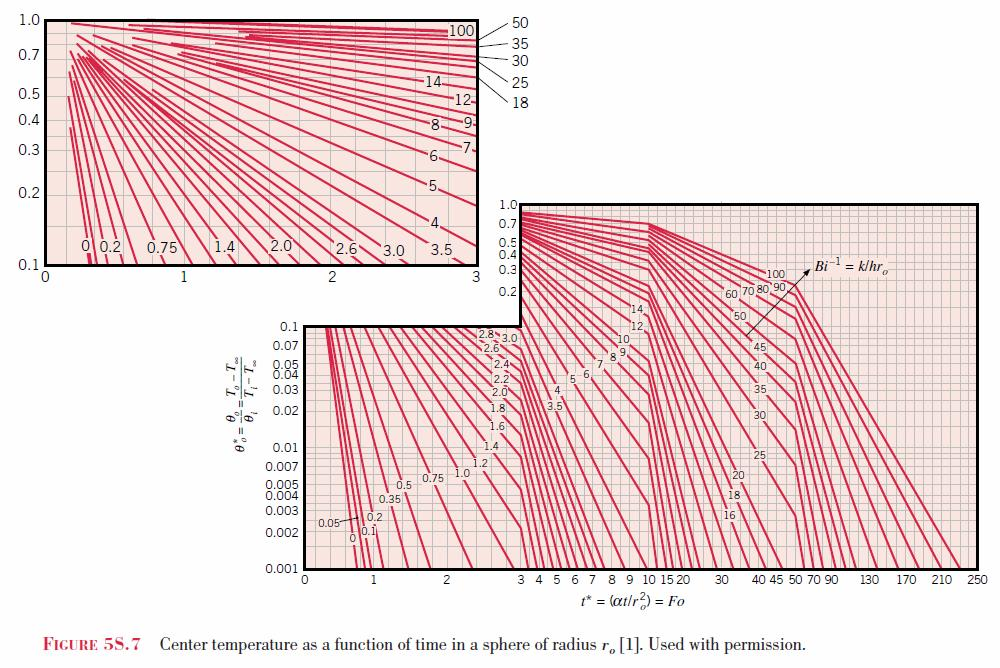
برای نمونه؛ دمای T۰ در مرکز کره‌ای به شعاع r۰ به عنوان تابعی از Fo و 1/Bi است. ∞T دمای محیط است.